# 羅氏單頜鰻
羅氏單頜鰻為輻鰭魚綱囊鰓鰻目單頜鰻科的其中一種，分布於東北太平洋海域，屬深海魚類，棲息深度4853-5266公尺，體長可達7公分。

## 擴展閱讀
維基物種上的相關：羅氏單頜鰻